# Mlanje griswoldi
Mlanje griswoldi är en insektsart som beskrevs av Pieter D. Theron 1986. Mlanje griswoldi ingår i släktet Mlanje och familjen dvärgstritar. Inga underarter finns listade i Catalogue of Life.